# Мухи-береговушки
Мухи-береговушки (лат. Ephydridae) — семейство двукрылых из подотряда короткоусых. Около 1800 видов. Небольшие насекомые (1—10 мм). Лицо выпуклое с килями, бугорками или ямками. Взрослые мухи встречаются около водоёмов различного типа (проточных, стоячих, пресных, солёных). Биология разнообразна. Питаются, главным образом, микроорганизмами (водорослями и другими). Некоторые представители — экстремофилы: их личинки могут встречаться в горячих источниках (Scatella), на сильно солёных водоёмах (Ephydra), в нефтяных прудах (Helaeomyia petrolei). Встречаются также на трупах (Athyroglossa), фекалиях (Allotrichoma), в гнёздах пауков (Trimerina), есть и паразиты человека и фитофаги-минёры водных растений (Hydrellia) и вредители культурных растений, таких как рис, ячмень и овёс. В России около 150 видов из 45 родов.

## Систематика
В мировой фауне около 1800 видов. Выделяют пять подсемейств: Discomyzinae, Ephydrinae, Gymnomyzinae, Hydrelliinae и Ilytheinae (Zatwarnicki, 1992).
- Achaetorisa
- Actocetor
- Allotrichoma
- Amalopteryx
- Asmeringa
- Athyroglossa
- Atissa
- Austrocoenia
- Axysta
- Beckeriella
- Brachydeutera
- Callinapaea
- Calocoenia
- Cavatorella
- Cerobothrium
- Cerometopum
- Ceropsilopa
- Chaetomosillus
- Chlorichaeta
- Cirrula
- Clanoneurum
- Clasiopella
- Cnestrum
- Coenia
- Cressonomyia
- Dagus
- Diasemocera
- Dichaeta
- Diclasiopa
- Diedrops
- Dimecoenia
- Diphuia
- Discocerina
- Discomyza
- Ditrichophora
- Donaceus
- Dryxo
- Eleleides
- Elephantinosoma
- Ephydratypus
- Ephydrella
- Eremomusca
- Eremotrichoma
- Eutaenionotum
- Galaterina
- Garifuna
- Gastrops
- Glenanthe
- Guttipsilopa
- Gymnopiella
- Halmopota
- Hecamede
- Hecamedoides
- Helaeomyia
- Homalometopus
- Hoploaegis
- Hostis
- Hyadina
- Hydrellia
- Hydrochasma
- Ilythea
- Isgamera
- Karema
- Lamproscatella
- Lemnaphila
- Leptopsilopa
- Limnellia
- Lipochaeta
- Lytogaster
- Microlytogaster
- Mosillus
- Neoephydra
- Nostima
- Notiocoenia
- Notiphila
- Ochthera
- Omyxa
- Orasiopa
- Papuama
- Paracoenia
- Paraephydra
- Paraglenanthe
- Parahyadina
- Paralimna
- Paratissa
- Parydra
- Parydroptera
- Pectinifer
- Pelignellus
- Pelina
- Pelinoides
- Peltopsilopa
- Philippinocesa
- Philotelma
- Philygria
- Physemops
- Placopsidella
- Platygymnopa
- Polytrichophora
- Pseudohyadina
- Pseudopelina
- Psilephydra
- Psilopa
- Psilopoidea
- Ptilomyia
- Rhinonapaea
- Rhynchopsilopa
- Rhysophora
- Risa
- Saphaea
- Scatella
- Scatophila
- Schema
- Scoliocephalus
- Scotimyza
- Setacera
- Sinops
- Stratiothyrea
- Subpelignus
- Tauromima
- Trimerina
- Trimerinoides
- Trimerogastra
- Tronamyia
- Trypetomima
- Typopsilopa
- Zeros